# Gervay Marica
Gervay Marica, született Schaffer Mária Rozália Ilona (Budapest, 1919. február 24. – Woodbury, 2005. június 20.) magyar színésznő.

## Életpályája
Édesapja Schaffer Sámuel Sándor (1886–1944) gyógyszerész és hírlapíró volt, ám elsősorban zenekritikusként és a Művészet című folyóirat szerkesztőjeként tett szert hírnévre. Édesanyja Gervay (Grünwald) Erzsébet (1889–1971) opera-énekesnő volt. 1926-ban gyermek-szépségversenyt nyert. Pályáját filmszínészként kezdte. 1934-35-ben az USA-ban töltött öt hónapot a Metro-Goldwyn-Mayer filmvállalat meghívására. Első szereplése 1935-ben a Kamara Színházban volt. Ebben az évben az Andrássy úti Színházban is játszott. 1938-ban a Magyar és az Andrássy úti Színházban, 1940-ben a Fővárosi Operettszínházban játszott. A háború félbeszakította színészi pályafutását. 1945-ben lépett fel ismét az Új Színházban, majd egy évvel később a Magyar Színházban jutott jelentősebb szerephez. Fiatal leányszerepeket formált meg. 1958-ban családjával az Amerikai Egyesült Államokba költözött.

## Családja
Apai nagyszülei Schaffer Zsigmond és Schön Karolina, anyai nagyszülei Grünwald Henrik és Weisz Regina (1866–1934) voltak. 
Első férje dr. László György sebész volt, akihez 1946-ban ment férjhez. Gyermekeik: Marica (1947) és György (1949). Második férje Pintér György elektromérnök, akivel 1986-ban kötött házasságot.

## Főbb szerepei

### Filmszerepei
- Az iglói diákok (1934) – Tirtsák Évi
- Szent Péter esernyője (1935) – Bélyi Veronika
- A 111-es (1937) – Mabel, Sam Arnett lánya

### Színházi szerepei
- Anne-Claire (Vaszary G.: Monpti)
- Olga (Vaszary G.: Bubus)
- Magda (Vaszary G.: A férfi ingatag).